# تلورید بیسموت
تلورید بیسموت (به انگلیسی: Bismuth telluride) با فرمول شیمیایی Bi۲Te۳ یک ترکیب شیمیایی است. که جرم مولی آن ۸۰۰٫۷۶۱ g/mol می‌باشد. شکل ظاهری این ترکیب، پودر خاکستری است.